# Bioglio
Bioglio é uma comuna italiana da região do Piemonte, província de Biella, com cerca de 1.092 habitantes. Estende-se por uma área de 17 km², tendo uma densidade populacional de 64 hab/km². Faz fronteira com Callabiana, Camandona, Mosso, Pettinengo, Piatto, Piedicavallo, Tavigliano, Ternengo, Vallanzengo, Valle Mosso, Valle San Nicolao, Veglio.

## Demografia
| Variação demográfica do município entre 1861 e 2011                               |
|                                                                                   |
| Fonte: Istituto Nazionale di Statistica (ISTAT) - Elaboração gráfica da Wikipedia |